# Ride (альбом)
Ride (рус. Поездка) — седьмой студийный альбом американского саксофониста Бони Джеймса, вышедший в свет в 2001 году.

## Об альбоме
Авторство песни «Something Inside» принадлежит Энджи Стоун, а исполнил её вокалист Дэйв Холлистер.
Всего в альбоме имеется 10 треков, написанных Джеймсом или другими различными соавторами. Кроме этого, Бони Джеймс пригласил на запись диска «звезду» Маркуса Миллера, R&B-певца Джахейма, Трину Броуссард, которая исполнила партию вокала в композиции «Heaven». Заглавный сингл Ride — «Something Inside», авторами которой выступили Энджи Стоун, Рексом Райдаутом, Филом Темпле, был издан 17 сентября 2001 года. Основными музыкантами, вдохновившими Джеймса на создание альбома были: Грувер Вашингтон, Стиви Уандер, Ронни Лоус и Earth, Wind & Fire.
Критик с Allmusic была благосклонна к пластинке и назвала Бони Джеймса талантливым композитором, продюсером, клавишником и саксофонистом, а также
отметила, что Ride создаёт большее впечатление, чем предыдущий диск, Shake It Up — совместная работа Джеймса с трубачом Риком Брауном. Из всей пластинки критик особенно выделила композиции «This Is The Life» и «See What I’m Saying». «На этом альбоме саксофонист мастерски представил удачный сплав фанка, R&B, и конечно же, современного джаза. Благодаря этому, он находит новых слушателей по всему миру, считающих его своим фаворитом» — считает Пола Эдельстин.

## Список композиций
| №   | Название                                    | Автор(ы)                                            | Длительность |
| --- | ------------------------------------------- | --------------------------------------------------- | ------------ |
| 1.  | «Heaven» (при уч. Trina Broussard)          | James Oppenheim, Johnny Britt                       | 4:04         |
| 2.  | «Grand Central»                             | Oppenheim, Britt                                    | 4:57         |
| 3.  | «RPM»                                       | Oppenheim, David Torkanowsky                        | 4:48         |
| 4.  | «Something Inside» (при уч. Dave Hollister) | Sekou Aitken, Rex Rideout, Angie Stone, Phil Temple | 3:53         |
| 5.  | «So Beautiful»                              | Oppenheim, Rideout, Ronnie Garrett                  | 4:21         |
| 6.  | «See What I'm Sayin'?»                      | Oppenheim, Paul Brown, David "Kahlid" Woods         | 4:34         |
| 7.  | «All About You»                             | Oppenheim, Brown, Sue Ann Carwell, Ian Prince       | 4:07         |
| 8.  | «Ride» (при уч. Jaheim)                     | Brown, Woods, Teron Beal                            | 4:33         |
| 9.  | «As You Are»                                | Oppenheim                                           | 4:30         |
| 10. | «This Is the Life»                          | Oppenheim, Carl Burnett                             | 4:59         |
| 11. | «Boneyard» (скрытый трек)                   | Oppenheim, Brown, Chuck Cymone                      | 3:56         |

## Позиции в чартах

### Альбом
| Чарт (2001)            | Высшая позиция |
| ---------------------- | -------------- |
| Top R&B/Hip-Hop Albums | 27             |
| Billboard 200          | 82             |
| Jazz Albums            | 2              |

### Сингл «Something Inside»
| Чарт (2001)           | Высшая позиция |
| --------------------- | -------------- |
| Hot R&B/Hip-Hop Songs | 69             |